# Om Shanti Om
Om Shanti Om (Hindi: ओम शान्ति ओम, Urdu: اوم شانتی اوم) is een Bollywoodfilm uit 2007 van Farah Khan, met in de hoofdrollen Shahrukh Khan en Deepika Padukone, en met bijrollen van Shreyas Talpade, Arjun Rampal en Kirron Kher. Verscheidene sterren maken een special appearance.

## Verhaal
1977: Om Prakash Makhija (Shah Rukh Khan) wordt verliefd op Shantipriya (Deepika Padukone), een beroemde actrice. Als zij ook gevoelens voor hem begint te krijgen, doet zich het ongelofelijke voor: Om en Shanti sterven in een (aangestoken) brand op een filmset. Om wordt echter dezelfde nacht herboren als Om Kapoor, zoon van een andere beroemde acteur.
Wanneer hij dertig jaar later de oude verbrande set bezoekt, overvallen gedachten en gevoelens uit zijn eerdere leven hem. Hij besluit dat als hij het mysterie van zijn vorige leven wil oplossen; hij wil uitvinden wat er met hem is gebeurd en, belangrijker, met zijn grote liefde, Shanti.

## Rolverdeling
- Shah Rukh Khan als Om Prakash Makhija/Om Kapoor
- Deepika Padukone als Shantipriya/Sandhya 'Sandy' Bansal
- Arjun Rampal als Mukesh 'Mike' Mehra
- Shreyas Talpade als Pappu Master
- Kirron Kher als Bela Makhija
- Bindu Desai als Kamini Arora
- Javed Sheikh als Rajesh Kapoor
- Satish Shah als Partho Roy
- Yuvika Chaudhary als Dolly Arora

### Gastoptredens
- Amitabh Bachchan als zichzelf
- Anil Kapoor als zichzelf
- Uday Chopra als zichzelf
- Hrithik Roshan als zichzelf
- Abhishek Bachchan als zichzelf
- Akshay Kumar als zichzelf
- Bipasha Basu als zichzelf
- Aishwarya Rai als zichzelf
- Amisha Patel als zichzelf, Om Kapoors tegenspeelster in een film op de Filmfare Awards
- Dia Mirza als zichzelf, Om Kapoors tegenspeelster in een film op de Filmfare Awards
- Arshad Warsi als zichzelf
- Gul Panag als zichzelf
- Bappi Lahiri als zichzelf
- Chunky Pandey als zichzelf
- Dhananjay Singh als zichzelf
- Farah Khan als de vrouw die Om Kapoor belachelijk maakt
- Feroz Khan als zichzelf
- Gauri Khan als zichzelf
- Karan Johar als zichzelf
- Koena Mitra als zichzelf
- Malaika Arora als zichzelf
- Mayur Puri als regisseur van Apahij Pyar
- Vishal Dadlani als regisseur van Mohabbat Man
- Manikandan Velayutham als regisseur van Mind It
- Priya Patil als Natasha, tegenspeelster in Apahij Pyar
- Rakesh Roshan als zichzelf
- Rishi Kapoor als zichzelf
- Shabana Azmi als zichzelf
- Soumya Seth als toeschouwer
- Subhash Ghai als zichzelf tijdens de opnamen van Karz
- Yash Chopra als zichzelf

### Te zien in het nummer "Deewangi Deewangi" (in volgorde van verschijnen)
- Rani Mukerji
- Zayed Khan
- Vidya Balan
- Jeetendra
- Tusshar Kapoor
- Priyanka Chopra
- Shilpa Shetty
- Dharmendra
- Shabana Azmi
- Urmila Matondkar
- Karishma Kapoor
- Arbaaz Khan
- Malaika Arora
- Dino Morea
- Amrita Arora
- Juhi Chawla
- Aftab Shivdasani
- Tabu
- Govinda
- Mithun Chakraborty
- Kajol
- Bobby Deol
- Preity Zinta
- Rekha
- Salman Khan
- Saif Ali Khan
- Sanjay Dutt
- Lara Dutta
- Suniel Shetty
- Rishi Kapoor